# 바쿠텐!!
바쿠텐!!(バクテン!!, 우리말 자막 방영시 명칭: 백 텀블링!!)은 ZEXCS가 제작한 일본의 애니메이션이다.

## 줄거리
중학교 시절 마지막 여름 생활을 했던 소년 후타바 쇼타로는 남자 리듬체조라는 것을 만나 강렬하게 매혹됐다. 그 후 쇼타로는 사립 아오슈칸 고등학교에 입학해 남자 리듬체조부로 찾아간다. 그 동아리에는 개성적인 선배 미사토 료야로 불리는 중학교 남자 리듬체조의 스타들이 있었다.뜨거운 청춘 생활이 시작되어, 매일 동료와 함께 하며, 하나의 목표로 열심히 나아가는 「스포근×청춘 군상극」이라고 불리는, 오로지 달리는 팀이 태어난다. 이 열정을 무대로 한 청춘 스토리가 시작된다.